# Je t’aime … moi non plus
Je t’aime … moi non plus ist ein Duett von Serge Gainsbourg aus dem Jahr 1967, aufgenommen mit Brigitte Bardot (1967) und mit Jane Birkin (1969).

## Titel
Anregung für den Titel (deutsch: Ich liebe dich … ich auch nicht) war ein berühmt gewordener Ausspruch des Künstlers Salvador Dalí: „Picasso ist Kommunist, und ich auch nicht“.

## Brigitte Bardot und Serge Gainsbourg
Entstanden war das Lied in der Nacht vom 26. auf den 27. Mai 1967. Gainsbourg – der in den 1960er Jahren als Frauenheld galt – schrieb es als Duett für seine verflossene Liebe Brigitte Bardot. Obwohl diese seit Juli 1966 mit Gunther Sachs verheiratet war, ging sie Ende Oktober 1967 mit Gainsbourg ins Studio und nahm das Lied zusammen mit ihm auf. Es sollte am 5. Dezember 1967 erscheinen. Wenige Tage vor diesem Datum jedoch bat sie ihn in einer handschriftlichen Mitteilung, das Lied aus Rücksicht auf die Gefühle ihres Ehemanns unter Verschluss zu halten. Gainsbourg veranlasste die Schallplattenfirma, die bereits gepressten 40.000 Singles auf seine Kosten vernichten zu lassen. Erst 1986 gab Bardot es zur Veröffentlichung frei.

## Jane Birkin und Serge Gainsbourg
Im Jahr 1969 folgte der zweite Anlauf mit Gainsbourgs damaliger Partnerin Jane Birkin. In dem Lied haucht Birkin zu einer eingängigen, sanften Hammond-Orgel-Melodie ein zärtliches «Je t’aime » (ich liebe dich), das sich im Verlauf des Liedes immer mehr zu einem Luststöhnen mit hoher Atemfrequenz steigert. Ebenso unverblümt und provokant ist der Text. Gainsbourg singt «Comme la vague irrésolue je vais, je vais et je viens entre tes reins» („Wie die ziellose Welle gehe ich, ich gehe und komme zwischen deinen Lenden“) mit sanftem Drängen und Birkin wiederholt es noch einmal in hoher, erregter Stimme; gegen Ende singt sie: «Maintenant, viens!» („Jetzt, komm!“)
Der Song war zunächst Bestandteil der in London aufgenommenen LP Jane Birkin and Serge Gainsbourg, wurde als Single aus dieser LP ausgekoppelt und am 27. Juni 1969 veröffentlicht. Sofort entstand ein handfester Skandal, weil konservativen Kreisen bereits die akustischen Hinweise zu erotisch erschienen und deshalb eine weitere Verbreitung verhindert werden sollte. Zum einen passte es genau in die Zeit der freien Liebe, der Softpornos und Aufklärungsfilme wie Hausfrauen-Report und wurde von der aufgeschlossenen jungen Generation sofort angenommen. Andererseits wurde das Lied in vielen Ländern von den Radiostationen boykottiert – was die Popularität nur noch steigerte – und von wertkonservativen Institutionen so sehr bekämpft, dass der Protest des Vatikans sogar zur kurzzeitigen Verhaftung des Verantwortlichen der Plattenfirma führte. Der zuständige Vertriebsleiter der italienischen Plattenfirma wurde sogar exkommuniziert. Diese Widerstände schienen die Verkaufszahlen zu fördern: In Frankreich alleine wurde der Titel 750.000 Mal verkauft, in Großbritannien wurden 250.000 Exemplare umgesetzt, weltweit über zwei Millionen. Das Lied wurde damit zu einem Millionenseller und Kultsong.
In Großbritannien wurde der Song nicht nur von der BBC boykottiert, die ursprünglich lizenzierte Plattenfirma Fontana scheute das Risiko und stoppte die Auslieferung trotz gerade erreichtem Rang 2 im September 1969. Das Label Major Minor übernahm die Lizenz für den Titel, eine Woche später war die Major-Minor-Platte auf Platz 3, und die Restbestände der Fontana-Singles erreichten immer noch Platz 16. Es war das bisher einzige Mal in der britischen Chartgeschichte, dass dieselbe Aufnahme eines Liedes zweimal platziert war. Je t’aime erreichte schließlich sogar Platz 1 im Vereinigten Königreich. Auch in der Schweiz und Österreich führte das Lied die Charts an, in Deutschland erreichte es Rang 3.

## Coverversionen
Dass die Melodie Hit-Qualitäten hat, beweisen die zahlreichen Instrumentalaufnahmen, die von diesem Titel existieren. Im September 1969 erreichte die Version der Gruppe Sounds Nice mit dem Titel Love at First Sight die britische Top 20, nicht zuletzt deshalb, weil sie in manchen Radiocharts als Platzhalter für das verbannte Original verwendet wurde. Aber es gab auch die unterschiedlichsten gesungenen Coverversionen des Titels, mal nahe am Original, mal als Spaßversionen wie bei Judge Dread im Reggaestil mit banalem Geplauder oder Wolfgang Gruner und Edeltraut Elsner als altes Ehepaar (Die 10.001. Nacht, 1970). Die Liste der Interpreten reicht von den 1970er Jahren bis heute: Genesis P-Orridge, Paul Mauriat, André Bourvil, die Einstürzenden Neubauten, Jason Kouchak, Hot Butter, Donna Summer, Baker Street Philharmonic, Saint Tropez, Ray Conniff & The Singers, Heiner Lauterbach & Sabine von Maydell, Lisha, Malcolm McLaren, die Pet Shop Boys, Brian Molko mit Asia Argento, Nick Cave mit Anita Lane, Mick Harvey mit Anita Lane, Core22, Sven Väth featuring Miss Kittin, die Böhsen Onkelz, Cat Power mit Karen Elson, Dzihan & Kamien, Big Bud und Züri West mit Jaël. Von der HipHop-Band Blown gibt es ebenfalls eine Cover-Version, die sich zum Beispiel auf der 1994 von Sony Music Entertainment und Columbia Records veröffentlichten Rap-Compilation Magic HipHop befindet.
Eine Instrumentalversion von Je t’aime war auch die Erkennungsmelodie der Fernseh-Erotiksendung Wa(h)re Liebe mit Lilo Wanders.

## Darüber hinaus
Für das Duo Jane Birkin und Serge Gainsbourg war das Lied der einzige internationale Erfolg, wobei auch noch der nachfolgende Décadanse recht bekannt ist, in den Hitparaden aber bedeutungslos blieb. Gainsbourg hatte aber noch weitere internationale Erfolge als Autor für andere französische Künstler. So schrieb er unter anderem Hits wie Comment te dire adieu für Françoise Hardy und den Eurovision-Grand-Prix-Gewinner Poupée de cire, poupée de son (1965) für France Gall.
Jane Birkin war weiterhin vorwiegend als Schauspielerin tätig, z. B. 1976 in dem nach dem Lied benannten Film Je t’aime, der ebenfalls von Gainsbourg stammte.